# Peter Imandt

Peter Imandt

Peter Imandt (* 17. März 1823 in Noswendel; † 28. Oktober 1897 in Broughty Ferry, heute ein Stadtteil von Dundee) war ein deutscher Vertreter der Arbeiterbewegung und Revolutionär.

## Leben
Noch in Imandts Geburtsjahr verstarb sein Vater Michael Imandt, der im Saarland als „Steuerbote“ tätig war. Seine Mutter Magarethe, geb. Früßen, zog mit ihren sechs Kindern nach Trier, wo Peter Imandt sowie sein älterer Bruder Johann Anton Caspar Imandt das Gymnasium zu Trier besuchten. Im Oktober 1843 setzte er seine Ausbildung in Düsseldorf fort und erhielt am 30. August 1844 sein Abiturzeugnis. Nach dem Abitur studierte er zunächst (1845–1846) an der Rheinischen Friedrich-Wilhelms-Universität Bonn katholische Theologie.
Caspar Imandt, der das königliche Gymnasium in Düsseldorf besuchte, wurde Sprachlehrer in Düsseldorf, Duisburg, Rheydt und Uerdingen und dann Turn- und Fechtlehrer in Krefeld. Er gründete dort 1844 den ersten Turnverein nach dem Vorbild Friedrich Ludwig Jahns und war Vorstandsältester der deutschkatholischen Gemeinde, die sich unter dem Einfluss Johannes Ronges gebildet hatte. Auch Peter Imandt trat dieser Gemeinde bei und beteiligte sich an den „vormärzlichen“ Aktivitäten seines Bruders.
Peter Imandt exmatrikulierte sich in Bonn Ende Juli 1846 und schrieb sich am 24. Oktober 1846 an der Universität Greifswald als Student der Philologie ein. Während der Revolution 1848/49 schloss er sich mit anderen Greifswalder Studenten einem Freikorps an, das ab April 1848 im Schleswig-Holsteinischen Krieg in Jütland kämpfte. Die Kompanie, der Imandt angehörte, geriet jedoch bald in Opposition zu autoritären Offizieren, wurde mit Kriegsgericht bedroht und nahm deshalb schon im Juni 1848 ihren Abschied. In Koblenz wurden ihre Mitglieder verhaftet und in ihre Heimatorte verwiesen. Peter Imandt kehrte nach Trier zurück, wo er dem „Demokratischen Verein“ beitrat. Er verhalf seinem Bruder Caspar, der wegen revolutionärer Aktionen festgenommen werden sollte, zur Flucht nach Frankreich. Am 18. Mai 1849 beteiligte sich Peter Imandt mit Victor Schily  am  Prümer Zeughaussturm, weswegen er von den Zweibrücker Justizbehörden steckbrieflich gesucht und später zum Tod verurteilt wurde. Er engagierte sich als Freischärler in der Pfälzischen und Badischen Revolution. Nach deren Scheitern floh er in die Schweiz. Sein Bruder Caspar verstarb am 17. Juli 1849 in Paris an der Cholera.
Peter Imandt war in Genf im Umfeld des Deutschen Arbeitervereins politisch tätig, der dort 1834 von Emigranten gegründet worden war, und leitete 1851 die Genfer Gruppe des Bundes der Kommunisten. Diese stand zunächst der Fraktion von August Willich (1810–1878) und Karl Schapper (1812–1870) nahe, die sich 1850 mit Karl Marx und Friedrich Engels überworfen hatten. Als die aktiven Mitglieder des Bundes aus der Schweiz ausgewiesen wurden, übersiedelte Peter Imandt 1852 nach England.
In London begann Peter Imandts langjährige Zusammenarbeit mit Karl Marx und Friedrich Engels, deren Positionen er inzwischen zuneigte. 1856 bis 1859 korrespondierte Imandt unter dem Zeichen §§ für die Trier'sche Volks-Zeitung. Am 18. September 1867 widmete Marx Imandt ein Exemplar des gerade erschienenen ersten Bandes des Kapitals. Seit 1855 arbeitete Imandt über 40 Jahre lang als Lehrer in Schottland an der High School of Dundee. Auch dort pflegte er Kontakte zu seinen alten Kampfgefährten, wie Ferdinand Freiligrath (1810–1876), Johann Philipp Becker (1809–1886), Adolf Cluss (1825–1905), Elard Christian Biscamp (1821–1882), Heinrich Heise (1820–1860) und Wilhelm Liebknecht (1826–1900).
Imandt starb am 28. Oktober 1897 in Dundee an Herzversagen. Er hinterließ Frau und drei Kinder.

## Steckbrief 1849
„Peter Imandt, 26 Jahre alt, Candidat der Philologie, wohnhaft zu Trier, 5 Schuh 2 Zoll groß, von braunen Haaren, freier Stirne, braunen Augenbrauen, gewöhnlicher Nase, gewöhnlichem Munde, braunem vollständigen Barte, vollständigen Zähnen, breitem und durch den Bart bedeckten Kinn, gesunder Farbe, untersetzter Gestalt.“

## Peter Imandt Gesellschaft
1999 wurde in Saarbrücken die Peter Imandt Gesellschaft als Verein für politische Bildung und Kultur  gegründet. Sie übernimmt im Saarland die Aufgaben der Rosa-Luxemburg-Stiftung, die der Partei Die Linke nahesteht. Ihr Vorsitzender ist Michael Quetting (* 1954), Fachbereichssekretär des ver.di-Landesbezirkes Saar.

## Werke
- Das Turnen und die Handwerkervereine. In: Rheinische Turnhalle. Zeitschrift für Gymnastik. Hrsg. von C. Imandt. 1847, Nr. 5.
- Wilhelm von der Nahmer / Peter Imandt: Aufruf! Greifswald den 11. April 1848.
- Der active Widerstand. In: Demokratische Flugblätter. Nr. 19 vom 7. Dezember 1848.
- Die demokratischen Flugblätter. In: Demokratische Flugblätter. Nr. 25 vom 28. Dezember 1848.
- Zur Arbeiterfrage. In: Demokratische Flugblätter. Nr. 11 vom 8. Februar 1849.
- Die Kinkelsche Anleihe und der Volksbund. In: Philadelphier Demokrat vom 22. November 1852.
- Correspondenz. In: Philadelphier Demokrat. Nr. 227 vom 13. November 1852.